# 勘会
勘会（かんかい）とは、律令制の下で行われた公文書の照合による租税徴収・行政事務に関する監査およびその方式。勘合（かんごう）とも。

## 概要
日本の律令制における行政は官司間（一部寺社も当事者となり得る）の公文と称される公文書の遣り取りによって、指示・報告・連絡などが行われ、その内容に基づいて実際の運営が行われていた。その中でも財政関係文書についてはその内容の正確さと適正さが強く求められていた。そこで、太政官は諸国に対して毎年四度使（大帳使・正税帳使・調帳使・朝集使）を都に派遣させ、その際に公文書の上進を行わせ、詔勅・太政官符以下の各種公文書の継受記録である計会帳は太政官にて、また、その他の財政関係文書については財政担当官司である民部省とその下の実務官司である主計寮と主税寮において監査を行わせ、必要に応じて中央にある関連文書や現物などと照合して地方官の不正や怠慢、欠損の発生などの有無を糺した。これが勘会である。
勘会の成立時期については、養老元年（717年）に大計帳などの公文の作成式が諸国に配布された（『続日本紀』養老元年5月辛酉条）こと、同時期に勧農や災害時の租税減免の法制整備が進められていることから、慶雲の改革以後に行われた社会的矛盾の克服の一環として養老元年に成立したと推定されている。
主計寮では、大帳使がもたらす大計帳（計帳）の清書）と調帳使（貢調使）がもたらす調庸帳によって人口の動静や調と庸の収納状況を確認した（調と庸は課口の数に基づいて賦課されるため）。主税寮では、正税帳使がもたらす正税帳と租帳・青苗簿によって現地の正税の状況を確認した。帳簿の数量計算や中央の公文書に示された数字と矛盾及び内容面での不審点がなければ勘会は終了されて返抄が国司に発給されるが、何らかの問題点が発見されることが多く、その場合には提出した使者に対して説明を求め、その要領を得ない場合には勘出（不正欠負）と見なされ、返抄は発給されず、国司が欠負分の補填を終えるのを待って返抄が出された。勘出と判断されることや国司が欠負分を補填しないことは、その国司としての成績評価にとってはマイナス要素となり、その後の出世にも影響した。もっとも、補填しなかった場合でも釐務（職務）停止や公廨稲（給与）没収に留まり、解官や位階を奪われて官人身分を失う様な厳格な処分は伴わなかった。
もっとも、膨大な公文書を勘会するだけの中央側の要員（算師など）は不足しており、また、浮浪・逃亡の増加や税収の不振によって問題点が余りにも増えてきたことから、次第に数字の辻褄が合っていれば、内容は問わない形式的なものとなっていき、勘出に対する措置も不徹底になっていった。延暦年間に入ると、公廨稲の没収を含む補填措置や有名無実しつつあった大計帳の勘会（大帳勘会）に代わって正税帳の勘会（税帳勘会）を中心とするなどの改革が実施された。だが、律令政治の衰退と現地における中央の有力者と結んだ富豪層の対捍、更に身分的処分を伴わないという処分の軽さから、ほとんどの国で例年のように勘出が指摘され、国司はそれを補填しないという事態が恒常化していくことになる。。平安時代に入ると勘解由使、次いで受領功過定での監査が重要視されるようになり、勘会は形骸化していった。